# Taşlıdere, Kozluk
Taşlıdere là một xã thuộc huyện Kozluk, tỉnh Batman, Thổ Nhĩ Kỳ. Dân số thời điểm năm 2011 là 1.146 người.